# RATP
Groupe RATP — французская группа компаний, осуществляющая пассажирские перевозки в Париже и его пригородах, а также в других городах Франции и других стран.

## История
RATP образовалась 1 января 1949 года в результате слияния Компании городских железных дорог Парижа (Compagnie du Chemin de fer Métropolitain de Paris, CMP) и Предприятия общественного транспорта парижского региона (Société des Transports en Commun de la Région Parisienne, STCRP), для управления всеми видами наземного и подземного общественного транспорта Парижа и его пригородов.
С 2000 года RATP вышла на международный уровень в управлении транспортными сетями. В 2009 году в США была куплена компания McDonald Transit Associates, оператор общественного транспорта в Техасе и Флориде. В 2010 году RATP обменяла свою долю в компании Transdev на 15 дочерних компаний по управлению общественным транспортом во Франции, Великобритании, Италии и Швейцарии.

## Собственники и руководство
RATP полностью контролируется правительством Франции. Материнской компанией группы RATP является Régie Autonome des Transports Parisiens (RATP, «Автономное управление парижского транспорта»); официальный его статус — общественное учреждение, имеющее промышленный и коммерческий характер (établissement public à caractère industriel et commercial — EPIC).
Жан Кастекс — председатель совета директоров и генеральный директор с ноября 2022 года. Ранее, с июля 2020 по май 2022 года, был премьер-министром Франции.

## Деятельность
В 2023 году RATP работала в 15 странах мира: Франции, Бельгии, Великобритании, Италии, Швейцарии, Сербии, США, Марокко, Египте, Саудовской Аравии, Катаре, ЮАР, КНР, Филиппинах и Австралии.
Главным регионом деятельности является Иль-де-Франс, включая Париж, активы включают 1400 вагонов метро и трамвая, 4900 автобусов, вокзалы и станции общей площадью более 1 млн м², 90 промышленных объектов и 170 тыс. км волоконно-оптических кабелей. В Иль-де-Франс компания обеспечивает работу общественного транспорта, обслуживает транспортную инфраструктуру, обеспечивает безопасность, также предоставляет другие услуги. RATP обслуживает все линии парижского метро, 9 из 14 линий трамвая Иль-де-Франс, большинство линий рейсовых автобусов Иль-де-Франс и часть линий A и B пригородных железных дорог RER, а также линию Orlyval и Монмартрский фуникулёр.
Операции вне Парижского региона осуществляются через дочернюю компанию RATP Dev. Они включают скоростные поезда Gautrain (ЮАР), пригородную железнодорожную линию в Каире и линию 3 Каирского метрополитена (Египет), трамвайную линию в Вашингтоне DC Streetcar и Тусоне Sun Link (США), трамвайной системы Флоренции (Италия), трамвайной системы Касабланки (Марокко), трамвайной системы Гонконга (КНР), доли в метрополитенах Манилы, Дохи и Эр-Рияда, автобусных операторов Лондона London United Busways, Quality Line и London Sovereign (Великобритания).